# Francis Aidan Gasquet
Francis Aidan Gasquet, OSB (Londres, 5 de Outubro de 1846 - Roma, 5 de Abril de 1929) foi um cardeal da Igreja Católica Romana.

## Vida
Francis Aidan Gasquet juntou-se depois da sua escolaridade em 1866 na Abadia Beneditina em Downside e recebeu o nome religioso Aiden. Foi seminarista no Pontifício Colégio de Inglês de Roma e estudou Teologia Católica . Em 1874, ele recebeu o sacramento da Ordem Sagrada para a Ordem Beneditina e depois trabalhou como professor por sete anos. De 1878 a 1885, ele liderou o Abbey Downside como Prior. De 1892 a 1900 ele foi um pesquisador a serviço do Museu Britânicoem Londres. Desde 1896, Gasquet é membro da Pontifícia Comissão para a Verificação da Lei da Consagração Anglicana. Suas descobertas foram fundamentais para invalidar as ordens anglicanas.
Em 1900, tornou-se abade de Downside e primeiro abade da Congregação Beneditina Inglesa, que ele havia encomendado anteriormente pelo Papa Leão XIII. rearranjado. A partir de 1907, Maiden foi membro da Comissão Pontifícia para a revisão da Vulgata. Em 29 de maio de 1914 ele foi pelo Papa Pio X como um cardeal diácono com o título Diakonie San Giorgio in Velabro no Colégio dos Cardeais recebidas e posteriormente foi membro de várias congregações. Ele foi o único cardeal da Cúria Inglesa de sua época. Além disso, ele assumiu durante a Primeira Guerra Mundialtambém missões diplomáticas à Santa Sé pelas Entente Powers. Em 1915, o cardeal Gasquet associou-se ao título de diaconia e assumiu o título de Santa Maria in Portico . Em 1917 prefeito do arquivo secreto papal, foi nomeado cardeal bibliotecário em 1919 e 1920 também arquivista da Santa Igreja Romana. Em 1924, ele foi promovido pro hac vice para o cardeal sacerdote de seu título diácono Santa Maria in Portico .
Francis Aidan Cardeal Gasquet morreu em 5 de abril de 1929 em Roma e foi sepultado na igreja de Downside Abbey.